# Orzeszki piniowe
Orzeszki piniowe (hiszp.: piñones, ang.: pignolia, wł.: pinoli, fr.: pignons) – obrane z łusek, jadalne nasiona niektórych gatunków sosny o wysokiej wartości odżywczej. W przemyśle spożywczym również w postaci solonej lub prażonej.
W połowie lat 90. XX wieku wiadomo było o spożywaniu nasion 29 gatunków sosen, przynajmniej lokalnie. Największe znaczenie w światowym handlu ma sosna pinia (P. pinea), dwa gatunki również mają znaczenie na skalę światową: sosna Gerarda (P. gerardiana) i sosna koreańska (P. koraiensis). W 2017 największy udział w produkcji orzeszków piniowych miała Korea Południowa – 25%; kolejne miejsca zajmowały: Rosja (21%), Chiny (17%), Pakistan i Afganistan (po 13%).
Orzeszki piniowe są pożywieniem także i dla dzikich zwierząt. Przez ludzi mogą być spożywane na surowo, uprażone lub jako dodatek do pieczywa, słodyczy, słodkich wypieków, sosów, mięsa, ryb i potraw warzywnych. Zawartość białka wynosi około 34% (31,1% według innego źródła) w orzeszkach sosny pinii i 14% w orzeszkach sosny Gerarda, tłuszczu – odpowiednio 48% i 51%. W przypadku istotnych dla północnoamerykańskiego rynku sosen, P. edulis i sosny jednoigielnej (P. monophylla), 85% tłuszczów stanowią nienasycone kwasy tłuszczowe: oleinowy, linolowy i linolenowy.

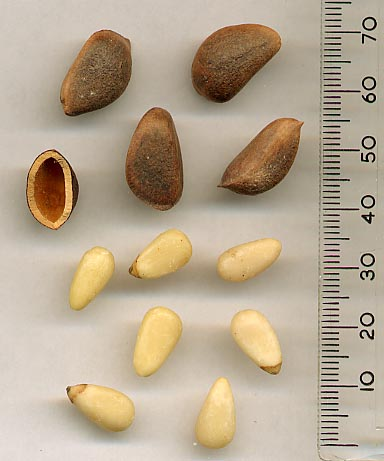
sosna koreańska
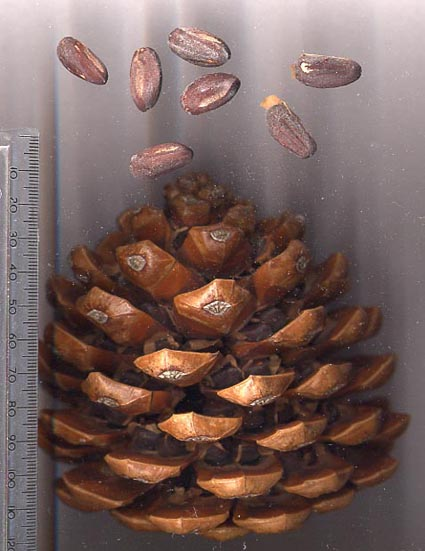
sosna pinia
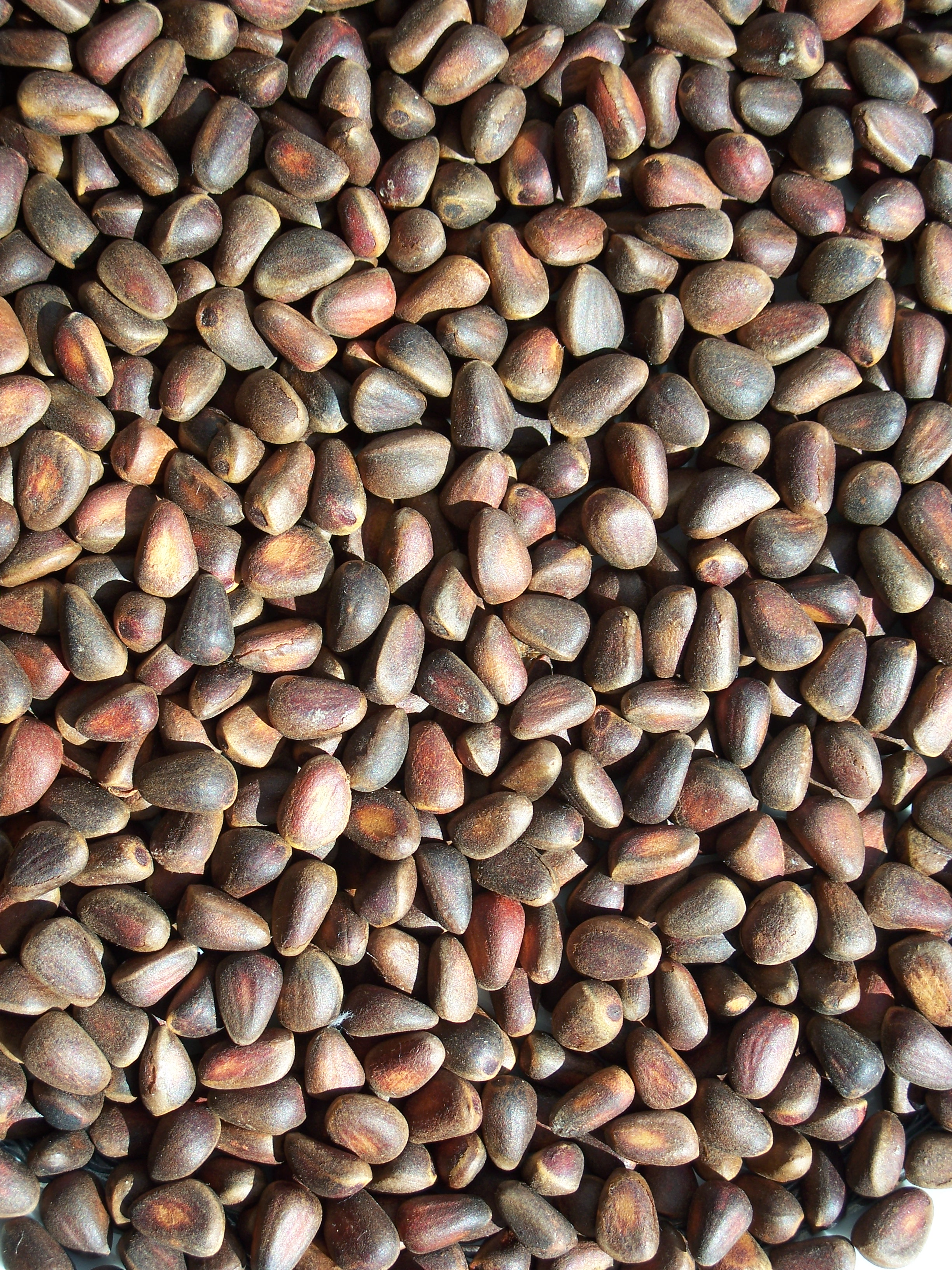
sosna syberyjska